# Calum Chambers
Calum Chambers (Petersfield, 20 de janeiro de 1995) é um futebolista inglês que atua como zagueiro ou lateral direito. Atualmente está no Cardiff City.
Originalmente um membro da academia de juniores do Southampton, Chambers foi promovido ao time principal na temporada 2012–13. Após duas campanhas, transferiu-se ao Arsenal. Estreou pela Seleção Inglesa em 2014.

## Carreira em clubes

### Southampton
Chambers juntou-se ao clube com sete anos de idade e evoluiu na hierarquia dentro do clube, realizando várias partidas até ser promovido ao time principal dos Saints. Sua estreia se deu em 28 de agosto de 2012 com uma vitória de 4-1 sobre Stevenage no segundo round da Copa da Liga Inglesa, surgindo como substituto nos minutos finais e providenciando uma assistência para um de seus companheiros.
Jogou uma partida inteira pela primeira vez em 17 de agosto de 2013 contra o West Bromwich Albion, vencendo por 1-0. Jogou um total de 25 vezes, sendo 22 pela liga.

### Arsenal
Transferiu-se ao time londrino em 28 de julho de 2014, cujos valores não foram bem declarados, mas giravam em torno de £16 milhões com certos bônus quando certos objetivos fossem atingidos.
Estreou competitivamente pela equipe inglesa na Community Shield na vitória de 3-0 contra o Manchester City, 10 de agosto. Jogou sua primeira partida pela Premier League contra o Crystal Palace na vitória por 2-1. Teve sua primeira participação em uma competição europeia contra o Besiktas numa partida sem gols na Turquia.
Marcou seu primeiro gol e assistiu um companheiro na vitória por 3-0 contra o Burnley. Foi expulso pela primeira vez na derrota por 3-2 contra o Stoke City, um mês depois.
Suas oportunidades dali pra frente na temporada foram limitadas com a ascensão de Hector Bellerin pela lateral-direita. Ele não estava no dia da final da Copa da Inglaterra em 2015 contra o Aston Villa, no qual triunfaram por 4-0 em 30 de maio.
Na temporada 2016–17, foi relacionado entre os 11 iniciais na primeira partida da Premier League contra o Liverpool, na qual perderam por 4-3 em casa. Não tardou muito e acabou sendo emprestado ao Boro para o restante da temporada, jogando em 24 oportunidades.
Chambers então foi emprestado ao Fulham na temporada 2018/19, conseguindo marcar um gol na vitória de 4-2 sobre o Brighton no dia 29 de janeiro de 2019.

### Aston Villa
No dia 27 de janeiro de 2022, Chambers assina com um novo clube, numa transferência sem custos e por três anos e meio. Fez um dos gols da vitória por 3-0 fora de casa contra o Leeds no dia 10 de março.

### Cardiff City
Em 14 de julho de 2024, foi confirmado que Chambers havia se juntado ao Cardiff City.

## Seleção Inglesa
Chambers atuou pela seleção sub-17 marcando um gol sobre a Ucrânia. Em 28 de setembro de 2012, marcou um dos gols na vitória por 6-0 nas Ilhas Faroé pela seleção sub-19 e depois, seu segundo gol em 21 de março de 2013 contra a Turquia.
Foi chamado pela seleção principal para enfrentar a Noruega em um amistoso e a Suiça nas eliminatórias para a Eurocopa de 2016.

## Títulos
Arsenal
- Copa da Inglaterra: 2014–15, 2019–20
- Supercopa da Inglaterra: 2014, 2015, 2020